# Televisión Nacional de Chile Red Coquimbo
Televisión Nacional de Chile Red Coquimbo, o simplemente TVN Red Coquimbo, es una de las filiales regionales del canal estatal Televisión Nacional de Chile, que transmite exclusivamente para la Región de Coquimbo. Su sede está en la avenida Francisco de Aguirre N° 0550, en la ciudad de La Serena, capital regional. 
Esta señal transmite en los mismos contenidos que la señal nacional; solamente durante los informativos u otros programas propios de la señal regional se emiten contenidos locales.

## Historia

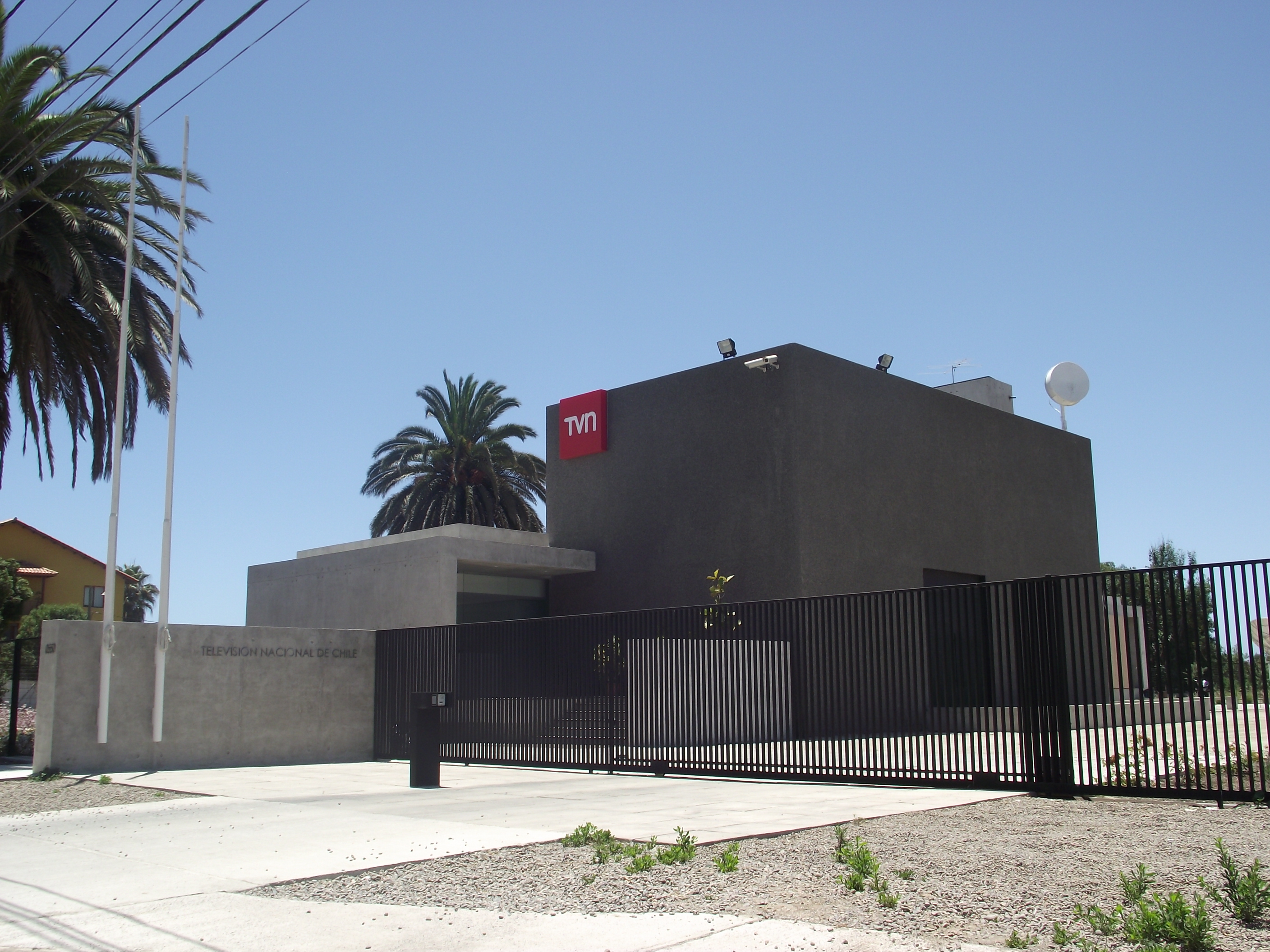
Estudios de TVN Red Coquimbo en La Serena.

La instalación de la filial regional es producto del proyecto de regionalización que inició Televisión Nacional de Chile en 1969 con la creación de la Red Austral, con sede en Punta Arenas. Posteriormente, en 1979 se inició la emisión de un noticiero local preparado por la Intendencia Regional en La Serena, el cual se mantuvo hasta 1990. La primera transmisión de TVN Red Coquimbo ocurrió el 28 de junio de 1993. Desde sus inicios hasta 2012, la sede de TVN Red Coquimbo estaba ubicada en El Santo N° 1406.
Esta señal, transmite las versiones regionales de los noticieros 24 Horas Al Día y Central (de lunes a viernes), algunos programas preparados en conjunto con otras filiales regionales y publicidad propia de la región.
Entre sus últimos avances se cuenta la renovación completa de sus equipos, digitalizando todos ellos. Asimismo, en septiembre de 2007, Televisión Nacional de Chile anunció un concurso público para diseñar los nuevos edificios corporativos de las sedes regionales del canal. Cabe mencionar que la actual sede en La Serena es arrendada, dado que es una casa particular, y con la construcción de los nuevos estudios y oficinas la televisora sería propietaria de sus nuevas dependencias. El 18 de noviembre de 2010 se colocó la primera piedra del nuevo edificio, que está ubicado en la Avenida Francisco de Aguirre, cercano al Faro Monumental de La Serena. A la ceremonia asistieron autoridades regionales y la plana ejecutiva de TVN, y al interior de la primera piedra se instaló una cápsula de tiempo. El 30 de julio de 2012 comenzaron las emisiones desde su nuevo edificio corporativo, mientras que las nuevas dependencias fueron inauguradas oficialmente el 6 de noviembre de 2012.